# AMSilk
AMSilk es una compañía de arranque alemana de biotecnología que desarrolló la primera solución sustentable industrial para la manufacturación de productos basados en seda. Científicos en la Universidad Técnica de Múnich (TUM, donde se encuentran los laboratorios de investigación de AMSilk) investigaron y encontraron satisfactoriamente el código para sintetizar proteínas de seda y ahora tienen en sus manos la habilidad de crear y producir dichos polímeros. Estos biopolímeros son los bloques de construcción de muchos nuevos productos y aplicaciones desde textiles y telas no tejidas, capas de superficies y partículas para productos farmacéuticos hasta cosméticos. AMSilk fue fundada en el 2008 y se encuentra en el centro de compañías de arranque para biotecnología “IZB” (en inglés: Innovation and start-up center for Biotechnology) en Planegg, Alemania, cerca de Múnich. Los proyectos están parcialmente financiados a través de donaciones del Ministro Federal Alemán de Educación e Investigación y del Ministro Bávaro de Asuntos Económicos, Infraestructura, Transporte  y Tecnología. Además tienen administración de proyectos proporcionada por el VDI (Asociación de Ingenieros Alemanes). La compañía ha ganado distintas condecoraciones, entre ellas la competencia nacional “365 hitos en la tierra de las ideas”, y fue parte del pabellón alemán en la exposición mundial de Shanghái en el año 2010, así como finalista en la competencia de la empresa del año 2013 por Ernst&Young. Los procesos de producción de AMSilk no requieren de reactivos de petróleos basados en fósiles y es, por lo tanto, amigable con el medio ambiente. Las proteínas de seda mantienen las propiedades de las proteínas de telaraña naturales. Además de ser resistentes, dúctiles y altamente transpirables, tienen la característica de ser hipoalergénicas y biocompatibles. En noviembre del 2013 AMSilk lanzó su primera línea de cosméticos bajo el nombre “Spidersilk”.
Se han desarrollado muchas y diferentes opciones de uso para las proteínas de telaraña. Por ahora, AMSilk es capaz de construir un gran repertorio de materiales innovadores de alto funcionamiento con el fin de ser usados en el mejoramiento de productos ya existentes o desarrollar materiales para aplicaciones completamente nuevas.

## Research
- Leimer, A., Römer, L., Mougin, N. & Slotta, U.: Synthetic Spider Silk Proteins and Threads., in: Society for Biological Engineering, May 2012.
- Hagn, F.; Thamm, C.; Scheibel, T.; Kessler, H. (2011). "PH-Dependent Dimerization and Salt-Dependent Stabilization of the N-terminal Domain of Spider Dragline Silk-Implications for Fiber Formation". Angewandte Chemie International Edition 50: 310.
- Wohlrab, S., Müller, S., Schmidt, A., Neubauer, S., Kessler, H., Leal‐Egaña A. & Scheibel, T.: Cell adhesion and proliferation on RGD-modified recombinant spider silk proteins, in: Biomaterials 33 (2011).
- Hagn, F.; Eisoldt, L.; Hardy, J. G.; Vendrely, C.; Coles, M.; Scheibel, T.; Kessler, H. (2010). "A conserved spider silk domain acts as a molecular switch that controls fibre assembly". Nature 465 (7295): 239–242.